# Batalla de La Rochelle (1372)
La batalla de La Rochelle tuvo lugar el 22 de junio de 1372 entre una escuadra inglesa y otra castellana, con victoria de la segunda, frente a las costas de la ciudad de La Rochelle (también llamada en español La Rochela). Fue la primera fase del asedio de La Rochelle, concluido el 23 de agosto del mismo año, en el que fuerzas terrestres y navales franco-castellanas tomaron la ciudad, hasta entonces en poder de Inglaterra, en el contexto de la guerra de los Cien Años.

## Antecedentes
En 1369 Carlos V de Francia reanudó las hostilidades de la guerra de los Cien Años con Inglaterra, violando así el Tratado de Brétigny (1360) que había puesto paz entre los contendientes. En buena medida su decisión se basaba en que ahora podía contar con la ayuda de Enrique II de Castilla, quien disponía de una poderosa armada, lo cual daba a la nueva ofensiva muchas posibilidades de éxito.
Dicha alianza franco-castellana se remontaba a la guerra civil castellana (1366-1369), en la que Enrique de Trastámara (futuro Enrique II), buscando contrarrestar los efectos de la coalición que con Inglaterra había formado su oponente Pedro I, firmó con Carlos V de Francia un acuerdo de cooperación militar. Según el Tratado de Toledo de 20 de noviembre de 1368, Castilla debería aportar el doble de naves que los franceses en las operaciones navales conjuntas que se desarrollaran a partir de entonces.
Dentro de su estrategia de conquista de plazas fuertes inglesas, el rey francés pretendía redoblar el cerco sobre La Rochela, punto clave para el control del Ducado de Guyena, en poder de Inglaterra. Por ello pidió la colaboración naval castellana, y Enrique II envió una flota al mando del almirante Ambrosio Bocanegra, sucesor en el cargo de su padre Egidio, de origen genovés como él. Eduardo III de Inglaterra, consciente de la importancia de dicha plaza, se propuso defenderla a toda costa, y empleó para ello abundantes recursos en formar una armada, confiriendo el mando de ella a su yerno Juan de Hastings, conde de Pembroke. Además de los barcos de guerra iban en ella naves de transporte con hombres, material y dinero destinados a la guerra en la Guyena.

## La batalla
Las fuentes medievales que aluden a este combate difieren en la información que sobre él aportan. Jean Froissart, cronista caracterizado por su anglofilia, menciona una superioridad numérica castellana. Sin embargo, el contraste con otras fuentes indica que seguramente la situación era la contraria. Se estiman, como datos más probables, 20 o 22 barcos castellanos (fundamentalmente galeras y unas pocas naos) y 36 naos inglesas (más 14 embarcaciones de carga y transporte).
Probablemente fue la escuadra inglesa la que llegó primero a La Rochelle. El día 21 fue avistada por la castellana, entre cuyos capitanes se encontraban, además del almirante, Fernán Ruiz Cabeza de Vaca, Fernando de Peón y Ruy Díaz de Rojas (merino mayor de Guipúzcoa y jefe de las naos). Tras tener una escaramuza sin importancia con el enemigo y haber estudiado la situación, Bocanegra decide retirarse.
Lo que los marinos ingleses achacaron a una cobardía del genovés (como así lo pregonaron) fue en realidad una estratagema. Sabedor de las condiciones naturales del lugar y de las características de las naves de ambos bandos, el almirante prefirió esperar al día siguiente. En esa jornada cuando, durante la bajamar, las naos inglesas quedaron varadas, y antes de que subiera la marea y pudieran flotar, se acercó a ellas la escuadra castellana sacando ventaja de la mayor ligereza y menor calado de sus galeras.
Aprovechando su inmovilidad, los castellanos lanzaron sobre los ingleses artificios de fuego (seguramente con bombardas) que estos no pudieron esquivar, produciéndose entre ellos una gran mortandad (800 hombres aproximadamente perecieron a causa de las llamas o ahogados).
La derrota anglosajona fue total. Todas sus naves fueron quemadas, hundidas o apresadas por el enemigo. Los hombres que no murieron en combate, entre ellos el propio Pembroke, fueron hechos prisioneros. Esto incluía a caballeros (entre 160 y 400) por cuyo rescate se podían pedir elevadas sumas de dinero, y soldados del contingente enviado desde Inglaterra con destino a la guerra en la Guyena. El número de estos últimos es incierto. Fernández Duro, basándose en la Crónica Belga, lo estima en unos 8000. El historiador James Sherborne, haciendo lo propio en crónicas inglesas de la época, da la cifra de 1500. Los castellanos también se hicieron con el dinero (que el cronista Walsingham cifra en 20 000 marcos) que el rey de Inglaterra había embarcado para pagar a las tropas combatientes en la zona. Como colofón, durante el viaje de regreso hacia Santander, Bocanegra apresó, en torno a la latitud de Burdeos, otros cuatro barcos ingleses.
Al hacer prisioneros, el almirante de Castilla tuvo con los vencidos en esta batalla un gesto humanitario inusual en aquellos tiempos, pues era costumbre entonces degollar o arrojar al agua a todos los adversarios, aunque se hubieran rendido. Pembroke y setenta caballeros «de espuelas doradas» fueron enviados a Burgos, a la presencia del rey Enrique, quien hizo entrega al condestable francés Bertrand du Guesclin del conde rehén, quien murió más tarde durante el cautiverio.

## Consecuencias
La capacidad de mantener la posesión de la ciudad, e incluso de toda la Guyena, se redujo drásticamente. El primer efecto de la derrota inglesa fue no poder evitar la conquista de La Rochelle dos meses más tarde a manos de las fuerzas terrestres y marítimas franco-castellanas. Este hecho marcó el desarrollo de la guerra de los Cien Años, pues como resultado de la pérdida de esta estratégica plaza (además de los soldados y recursos embarcados en la flota vencida) Inglaterra tuvo más dificultades para defender sus posesiones en la Guyena frente a la ofensiva francesa, que se endureció a partir de este momento.
Por lo que respecta a la Corona de Castilla, su rotunda victoria tuvo para ella favorables repercusiones militares y económicas. Se consolidó como primera potencia naval en el Atlántico, otorgando así mayores posibilidades mercantiles a sus marinos, fundamentalmente vascos y cántabros unidos bajo la Hermandad de las Marismas. El comercio de lana entre Inglaterra y Flandes se había interrumpido a causa de la guerra, y ahora será Castilla la que sustituya en esta actividad a la derrotada; de hecho, sus mercaderes construyeron incluso un almacén en Brujas. Los ingresos obtenidos de las exportaciones propiciaron un auge económico castellano, y Burgos se convirtió en una de las ciudades más importantes de Europa Occidental.